# Morten Lauridsen
Pour les articles homonymes, voir Lauridsen.
Morten Lauridsen (né le 27 février 1943 à Colfax) est un compositeur américain d'ascendance danoise. Il est depuis longtemps professeur de composition à l'école de musique Thornton de l'Université de Californie du Sud et est président du département de composition entre 1990 et 2002.

## Biographie
Morten Lauridsen grandit à Portland (Oregon) et y suit des cours au Whitman College et à l'Université de Californie du Sud (USC) où il étudie la composition. Parmi ses premiers professeurs se trouvent Ingolf Dahl, Halsey Stevens, Robert Linn et Harold Owen,.
De 1994 à 2001, il est également compositeur en résidence pour la Los Angeles Master Chorale, où il collabore souvent avec l'ancien directeur musical Paul Salamunovich. « Je n'ai pas écrit une note durant ces années sans penser à Paul et au son unique auquel il parvient avec la Master Chorale », affirmait Lauridsen. « La manière dont les phrases sont réunies et la mélodie créée — j'écris toujours pour eux ».
Le travail de Lauridsen a été récompensé de nombreux prix, y compris le Standard Award de l'ASCAP en 1982 et le Award for Creative Works de l'organisation Phi Kappa Phi en 2007. Le 1er mai 2008, Dr. Lauridsen a été initié en tant que membre honoraire de la Phi Mu Alpha Sinfonia Fraternity.
Avec James Mulholland et Eric Whitacre, on peut soutenir que Lauridsen est l'un des compositeurs américains de musique chorale les plus souvent chantés. Il écrit des œuvres sacrée et profanes. Une bonne part du charme de Lauridsen vient de ses harmonies colorées par l'ajout, à certains accords, de notes étrangères, avec notamment ce qu'on pourrait appeler une « signature » : une structure harmonique de premier renversement d'un accord parfait majeur auquel s'ajoute une quarte juste ou une seconde majeure sur la fondamentale.
Son œuvre à cinq mouvements Lux æterna (1997) pour chœur et orchestre est devenue populaire aux États-Unis et est souvent chantée, enregistrée et diffusée à la radio. Son Introït est d'ailleurs utilisé dans le générique final du film Anges et Démons.

## Œuvres pour chœur
- 1965 : A Backyard Universe
- 1967 : A Winter Come (sur des poèmes de Howard Moss)
  - I. When Frost Moves Fast
  - II. As Birds Come Nearer
  - III. The Racing Waterfall
  - IV. A Child Lay Down
  - V. Who Reads By Starlight
  - VI. And What Of Love
- 1970 : I Will Lift Up Mine Eyes
- 1970 : O Come, Let Us Sing Unto the Lord
- 1976 : Where Have the Actors Gone
- 1980 : Mid-Winter Songs (1980)[5] (sur des poèmes de Robert Graves)
- 1981 : Cuatro Canciones Sobre Poesias de Federico Garcia Lorca[1]
  - I. Lament for Pasiphae
  - II. Like Snow
  - III. She Tells Her Love While Half Asleep
  - IV. Mid-Winter Waking
  - V. Intercession in Late October
- 1987 : Madrigali: Six "Firesongs" on Italian Renaissance Poems
  - I. Ov'è, Lass', Il Bel Viso?
  - II. Quando Son Piu Lontan
  - III. Amor, Io Sento L'alma
  - IV. Io Piango
  - V. Luci Serene e Chiare
  - VI. Se Per Havervi, Oime
- 1993 : Les Chansons des Roses[5] (corpus de poèmes de Rainer Maria Rilke)
  - I. En Une Seule Fleur
  - II. Contre Qui, Rose
  - III. De Ton Rêve Trop Plein
  - IV. La Rose Complète
  - V. Dirait-on
- 1994 : O magnum mysterium[5]
- 1997 : Ave Maria[5]
- 1997 : Lux Aeterna[5]
  - I. Introitus
  - II. In Te, Domine, Speravi
  - III. O Nata Lux
  - IV. Veni, Sancte Spiritus
  - V. Agnus Dei
- 1999 : Ubi Caritas et Amor
- 2004 : Ave Dulcissima Maria (écrit pour le Harvard Glee Club)
- 2005 : Nocturnes
  - I. Sa Nuit d'Été
  - II. Soneto de la Noche (sur un poème de Pablo Neruda)
  - III. Sure on this Shining Night
  - IV. Epilogue, Voici le soir
- 2006 : Chanson éloignée (sur un poème de Rainer Maria Rilke)
- 2008 : Canticle/O Vos Omnes
- 2012 : Prayer (sur un poème de Dana Gioia)